# دانیل کارلتون گایداشک
دانیل کارلتون گایداشک (۹ سپتامبر ۱۹۲۳ - ۱۲ دسامبر ۲۰۰۸) پزشک و پژوهش‌گر پزشکی مجار-اسلواکی-آمریکایی بود که در سال ۱۹۷۶ به‌خاطر کار روی بیماری کورو (نخستین بیماری پریون که اثبات شده عفونی است) به‌همراه باروخ ساموئل بلومبرگ برنده جایزه نوبل فیزیولوژی و پزشکی شد. او بین سال‌های ۱۹۵۲ تا ۱۹۵۴ در انستیتو پاستور ایران مشغول فعالیت بود.